# Planetary overload, Volume 1: Loss
Planetary overload, Volume 1: Loss is het tweede studioalbum van United Progressive Fraternity. Het draagt hetzelfde thema (lief zijn voor de wereld) als hun debuutalbum Fall in love with the world.

## Hoofdalbum
Na het vorig album verdween als snel Guy Manning uit de gelederen; hij begon een nieuwe band Damanek met onder andere leden uit UPF. Het duurde mede daarom dat het tweede album vijf jaar op zich liet wachten. Het album bevat een mengeling van rock, progressieve rock, wereldmuziek, fusion. Deel 2 werd verwacht in-2019/2020, waarbij ook UPF een tournee van de grond probeerde te krijgen. Beide zaken werd opgehouden door de coronapandemie; het vervolgalbum volgde in 2023. 
Truaeck gaf bij dit album aan dat dit de opzet had moeten worden bij het debuutalbum. Inschakeling van gasten om dan samen namens een broederschap een album uit te geven. Dat was bij het debuutalbum deels mislukt omdat het platenlabel UPF aankondigde als band. Voor dit album, dat dus rust op de wensen uit 2011, speelde Trueack samen wat met Jon Anderson en Steve Hackett, bekend uit de progressieve rock. Anderson moest het echter bij dit album af alten weten; Hackett speelt nog wel op de track mee.Trueack probeerde drie zangers van Yes een nummer te laten inzingen, maar Jon Anderson had geen tijd en David Benoit liet niets van zich horen; Jon Davison bleef over.

## Musici
- Christophe Lebled – toetsinstrumenten, geluidseffecten
- Mark Trueack - zang
- Steve Unruh – viool, dwarsfluit, gitaren, percussie

Met
- Jon Davison – zang (track 1, 11)
- Lisa Wetton – zang (track 1, 10, 11)
- Matthew Atherton – zang (track 1), synthesizer (track 3, 5)
- Marek Arnold – saxofoon (track 2, 11)
- Guillerma Cides – chapman stick (track 2, 12)
- Bredon Darby – trompet, flugelhorn (track 2, 3, 8, 10)
- Mark Franco – fretloze basgitaar (track 2, 6, 10)
- Clive Hodson – trombone, altsaxofoon (track 2, 8, 10)
- Jerry Marotta - drumstel (track 2)
- Raf Azaria – piano, gitaren (track 3), gitaar (4) , zang (12),
- Charlie Cawood – zhongruan, pipa, liuqiun, gitaren (track 3, 9)
- Angelo Racz – toetsinstrumenten (track 3)
- Ettore Salati – gitaren (track 3)
- Hasse Fröberg – zang (track 5)
- Colin Edwin – fretloze basgitaar, soundscapes (track 5)
- Nick Magnus – toetsinstrumenten (track 5, 10, 11)
- Hans Jörg Schmitz – drumstel (track 5)
- David Hopgood – drumstel (track 7)
- Matt Williams – gitaren, basgitaar, synthesizers (track 7)
- George Perdikis – gitaren (track 8, 10)
- Alex Grata – zang, toetsinstrumenten, gitaren (track 9)
- Phil Sokha – drumstel (track 9)
- Joe Tosacno – drumstel (track 10)
- Gordo Bennett – toetsinstrumenten (track 11)
- Jesús Gancedo Garcia – drumstel (track 11, 12)
- Steve Hackett – gitaren (track 11)
- Daniel Mash – basgitaar (track 11)
- Marc Papeghin – hoorn (track 11
- Michel St-Pere – gitaren (track 11
- Fraternity Symphonic Orehestra onder leiding van Cornel Wilczek – orkest (track 11)
- Grace Baden – zang (track 12)

Hopgood en Williams maakte deel uit van Unitopia. Gedurende de tracks is een aantal sprekers te horen over natuurbescherming. Zo zijn bijvoorbeeld te horen Jane Goodall, David Attenborough, James Hansen en David Suzuki.

## Muziek
De muziek is onderverdeeld in drie fases

| Nr. | Titel                                                                                                | Duur  |
| --- | --- | ----- |
| 1.  | Dawning on us: Loss (anthem) (M: Lebeld, Trueack. T; Tureack)                                        | 3:25  |
| 2.  | Dawning on us: What happens now (Trueack, Unruh)                                                     | 4:04  |
| 3.  | Dawning on us: Cruel times (M: Ettore Salati, Angelo Racz, Trueack, T: Trueack)                      | 8:05  |
| 4.  | Dawning on us: What are we doing to ourselves (Trueack, Unruh;)                                      | 3:19  |
| 5.  | Distraction and destruction: Stop-time (Unruh, Magnus)                                               | 6:56  |
| 6.  | Distraction and destruction: One more (Trueack, Unruh)                                               | 2:37  |
| 7.  | Distraction and destruction: Mercenaries (Unruh, Williams)                                           | 6:48  |
| 8.  | Distraction and destruction: What if (M George Perdikis, Trueack, Unruh; M : Trueack)                | 1:44  |
| 9.  | Distraction and destruction: Forgive me, my son (M: Alex Grata, T; Cindy L. Spear)                   | 7:46  |
| 10. | Growing: Dying to be reborn (Unruh)                                                                  | 5:19  |
| 11. | Growing: Seeds for life (M: Gordo Bennett, Trueack, Unruh, Magnus; T: Ted Ollikkala, Trueack, Unruh) | 19:34 |
| 12. | Growing: Loss to lost (M: Cides, Garcia, trueack, Unruh, T: Trueack)                                 | 5:15  |

What are we doing to ourselves haalde zijn inspiratie uit het album Graceland van Paul Simon.  Seeds for life heeft als thema de Wereldzadenbank op Spitsbergen. Loss to lost vertelt het verhaal van iets verliezen tot op het moment dat het daadwerkelijk verloren is gegaan

## Bonus disc
Het album bevat een bonusdisc. Het bevat alternatieve versies opgenomen onder Romantechs: Reimagine. 

## Musici
- Christophe Lebled – toetsinstrumenten
- Mark Truemack – zang
- Steve Unruh – viool, dwarsfluit, gitaren, mandoline, percussie, achtergrondzang

Met
- Grace Bawden – zang Loss to lost
- Jon Davison, Lisa Wetton – zang Seeds of life
- Claire Vezina – zang Fall in love
- Michelle Young – zang This time, One more en The gerat reward
- Clive Hodson, Brendon Darby – trompet This time

## Muziek
| Nr. | Titel                                                                   | Duur |
| --- | ----------------------------------------------------------------------- | ---- |
| 1.  | Fall in love with the world (Trueack, Sean Timms)                       | 6:11 |
| 2.  | This time (Trueack, Sean Timms)                                         | 5:09 |
| 3.  | Loss to lost (Guillermo Cides, Jesus Gancedo Garcia, Trueack, Unruh)    | 4:17 |
| 4.  | Seeds for life (Gordo Bannett, Trueack, Unruh, Magnus en Ted Ollikkala) | 8:27 |
| 5.  | Rebirth (Unruh; bewerking van Dying to be reborn)                       | 2:12 |
| 6.  | One more (Trueack, Unruh)                                               | 1:47 |
| 7.  | Cruel times (Ettore Salati, Angelo Racz, Trueack)                       | 3:59 |
| 8.  | Forgiveness (Alex Grata, Cindy Spear (bewerking van Forgive me, my son) | 1:40 |
| 9.  | The great reward (Trueack, Sean Timms)                                  | 5:33 |

1. ↑  M= muziek; T= tekst